# Gary Lux

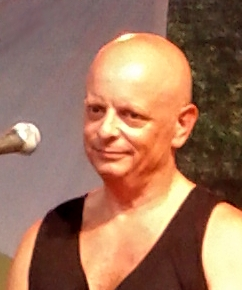
Gary Lux in 2013

Gerhard (Gary) Lux (Ontario (Canada), 26 januari 1959) is een Oostenrijkse zanger.
In 1983 zong hij in de groep Westend die Oostenrijk vertegenwoordigde op het Eurovisiesongfestival met het lied Hurricane dat 9de werd.
Een jaar later was hij backing vocal bij Anita⁣, maar die werd slechts laatste. In 1985 zong hij solo op het songfestival met het lied Kinder dieser Welt dat 8ste werd.
Ook in 1987 was hij van de partij met het lied Nur noch Gefühl, dit keer verging het hem echter minder goed, hij was 20e op 22 deelnemers.
In 1993 en 1995 was hij ook nog backing vocal bij de Oostenrijkse inzendingen.
1957: Bob Martin · 
1958: Liane Augustin · 
1959: Ferry Graf · 
1960: Harry Winter · 
1961: Jimmy Makulis · 
1962: Eleonore Schwarz · 
1963: Carmela Corren · 
1964: Udo Jürgens · 
1965: Udo Jürgens · 
1966: Udo Jürgens · 
1967: Peter Horton · 
1968: Karel Gott · 
1971: Marianne Mendt · 
1972: Milestones · 
1976: Waterloo & Robinson · 
1977: Schmetterlinge · 
1978: Springtime · 
1979: Christina Simon · 
1980: Blue Danube · 
1981: Marty Brem · 
1982: Mess · 
1983: Westend · 
1984: Anita · 
1985: Gary Lux · 
1986: Timna Brauer · 
1987: Gary Lux · 
1988: Wilfried · 
1989: Thomas Forstner · 
1990: Simone · 
1991: Thomas Forstner · 
1992: Tony Wegas · 
1993: Tony Wegas · 
1994: Petra Frey · 
1995: Stella Jones · 
1996: George Nussbaumer · 
1997: Bettina Soriat · 
1999: Bobbie Singer · 
2000: The Rounder Girls · 
2002: Manuel Ortega · 
2003: Alf Poier · 
2004: Tie Break · 
2005: Global Kryner · 
2007: Eric Papilaya · 
2011: Nadine Beiler · 
2012: Trackshittaz · 
2013: Natália Kelly · 
2014: Conchita Wurst · 
2015: The Makemakes · 
2016: Zoë · 
2017: Nathan Trent · 
2018: Cesár Sampson · 
2019: PÆNDA · 
2021: Vincent Bueno · 
2022: LUM!X feat. Pia Maria · 
2023: Teya & Salena · 
2024: Kaleen · 
2025: JJ
- Bibliothèque nationale de France: cb142011775 (data)
- Gemeinsame Normdatei: 134450140
- International Standard Name Identifier: 0000 0000 5650 2211
- MusicBrainz: 98f00890-16ce-485e-a581-aea632f8a267
- Virtual International Authority File: 79628005
- WorldCat: E39PBJyGWQhXjxH49DJTxpdvpP